# Dezső Novák
Dezső Novák (Ják, 3 de febrero de 1939 - Budapest, 26 de febrero de 2014) fue un entrenador y jugador de fútbol húngaro que jugaba en la demarcación de defensa y que fue doble campeón olímpico, en los Juegos Olímpicos de Tokio 1964 y en los Juegos Olímpicos de México 1968.

## Trayectoria

### Como futbolista
Dezső Novák debutó como futbolista en 1955 con el Szombathelyi Postás a los 16 años de edad. Tras una temporada en el club, Novák se fue traspasado al Szombathelyi Haladás para los cinco años siguientes. Con el club logró marcar doce goles en 82 partidos que jugó. En 1961, el Ferencvárosi TC se hizo con sus servicios para las once temporadas siguientes. Con el equipo ganó cuatro Nemzeti Bajnokság I, una Copa de Hungría y una Copa de Ferias. Después de 251 partidos con el club y 57 goles marcados, Novák se retiró como futbolista en 1972 a los 33 años de edad.

### Como entrenador
El mismo año de su retiro como futbolista, Novák se hizo cargo del equipo juvenil del Ferencvárosi TC durante cuatro años. Tras ello el Dunaújváros FC le fichó como entrenador del primer equipo, debutando así como primer entrenador de un club en la máxima categoría de la liga húngara. Pasados otros cuatro años, el Ferencvárosi TC le fichó de nuevo como entrenador, pero esta vez con el primer equipo. Durante su estancia ganó la Nemzeti Bajnokság I en tres ocasiones, y en dos la Copa de Hungría. Posteriormente entrenó al Bajai SK y al Rákospalotai EAC. También entrenó a la selección de fútbol de Hungría en dos ocasiones para disputar los Juegos Olímpicos de Seúl 1988 y los Juegos Olímpicos de Barcelona 1992. También entrenó al Szombathelyi Haladás, FC Deutschkreutz, y finalmente al Al-Ittihad. Con este último ganó la Primera División de Arabia Saudita, la Copa del Príncipe de la Corona Saudí y la Copa Federación de Arabia Saudita en 1997, año en el que se retiró como entrenador de fútbol.
Falleció el 26 de febrero de 2014 en Budapest a los 75 años de edad.

## Selección nacional
Jugó un total de 9 partidos con la selección de fútbol de Hungría, habiendo marcado además un total de tres goles. Hizo aparición en la Eurocopa 1964, donde quedó en tercer lugar. También participó con la selección en los Juegos Olímpicos de Roma 1960, Juegos Olímpicos de Tokio 1964 y en los Juegos Olímpicos de México 1968, ganando la medalla de bronce y dos oros respectivamente.

### Goles internacionales
| Núm. | Fecha                | Lugar             | Rival                | Gol           | Resultado | Competición                |
| ---- | -------------------- | ----------------- | -------------------- | ------------- | --------- | -------------------------- |
| 1    | 20 de junio de 1964  | Barcelona, España | Dinamarca            | 2-1 (Penalti) | 3-1       | Eurocopa 1964              |
| 2    | 20 de junio de 1964  | Barcelona, España | Dinamarca            | 3-1           | 3-1       | Eurocopa 1964              |
| 3    | 9 de octubre de 1965 | Budapest, Hungría | Alemania Democrática | 2-2           | 3-2       | Clasificación Mundial 1966 |

## Clubes

### Como futbolista
| Club                 | País    | Año         | Partidos | Goles |
| -------------------- | ------- | ----------- | -------- | ----- |
| Szombathelyi Postás  | Hungría | 1955 - 1956 | ¿?       | ¿?    |
| Szombathelyi Haladás | Hungría | 1956 - 1961 | 82       | 12    |
| Ferencvárosi TC      | Hungría | 1961 - 1972 | 251      | 57    |

### Como entrenador
| Club                           | País           | Año         |
| ------------------------------ | -------------- | ----------- |
| Ferencvárosi TC (juvenil)      | Hungría        | 1972 - 1976 |
| Dunaújváros FC                 | Hungría        | 1976 - 1980 |
| Ferencvárosi TC                | Hungría        | 1980 - 1983 |
| Bajai SK                       | Hungría        | 1984 - 1985 |
| Rákospalotai EAC               | Hungría        | 1985 - 1986 |
| Selección de fútbol de Hungría | Hungría        | 1986 - 1987 |
| Szombathelyi Haladás           | Hungría        | 1987 - 1988 |
| FC Deutschkreutz               | Austria        | 1989 - 1994 |
| Selección de fútbol de Hungría | Hungría        | 1990 - 1992 |
| Ferencvárosi TC                | Hungría        | 1994 - 1996 |
| Al-Ittihad                     | Arabia Saudita | 1997        |

## Palmarés

### Como futbolista

#### Campeonatos nacionales
| Título              | Club            | País    | Año  |
| ------------------- | --------------- | ------- | ---- |
| Nemzeti Bajnokság I | Ferencvárosi TC | Hungría | 1963 |
| Nemzeti Bajnokság I | Ferencvárosi TC | Hungría | 1964 |
| Nemzeti Bajnokság I | Ferencvárosi TC | Hungría | 1967 |
| Nemzeti Bajnokság I | Ferencvárosi TC | Hungría | 1968 |
| Copa de Hungría     | Ferencvárosi TC | Hungría | 1963 |

#### Campeonatos continentales
| Título                  | Club                 | Sede             | Año  |
| ----------------------- | -------------------- | ---------------- | ---- |
| Copa de Ferias          | Ferencvárosi TC      | Turín            | 1965 |
| Oro en Juegos Olímpicos | Selección de Hungría | Ciudad de México | 1968 |

### Como entrenador

#### Campeonatos nacionales
| Título              | Club            | País           | Año  |
| ------------------- | --------------- | -------------- | ---- |
| Nemzeti Bajnokság I | Ferencvárosi TC | Hungría        | 1981 |
| Nemzeti Bajnokság I | Ferencvárosi TC | Hungría        | 1995 |
| Nemzeti Bajnokság I | Ferencvárosi TC | Hungría        | 1996 |
| Copa de Hungría     | Ferencvárosi TC | Hungría        | 1994 |
| Copa de Hungría     | Ferencvárosi TC | Hungría        | 1996 |
| Primera División    | Al-Ittihad      | Arabia Saudita | 1997 |
| Copa del Príncipe   | Al-Ittihad      | Arabia Saudita | 1997 |
| Copa Federación     | Al-Ittihad      | Arabia Saudita | 1997 |

## Distinciones honoríficas
- Oficial de la Orden del Mérito de la República de Hungría (2004).